# Уанкайо
Уанкайо (ісп. Huancayo, кеч. Wankayu) — столиця перуанського регіону Хунін та провінції Уанкайо, має населення 323 054. Уанкайо є культурним та комерційним центром всього центрального регіону Перуанських Анд.

## Географія
Місто розташоване в долині Мантаро в центральній частині країни на висоті 3 271 м.

### Клімат
Місто перебуває у зоні так званої «гірської тундри», котра характеризується кліматом арктичних пустель. Найтепліший місяць — листопад із середньою температурою 11.1 °C (52 °F). Найхолодніший місяць — липень, із середньою температурою 8.6 °С (47.5 °F).
| Клімат Уанкайо          | Клімат Уанкайо | Клімат Уанкайо | Клімат Уанкайо | Клімат Уанкайо | Клімат Уанкайо | Клімат Уанкайо | Клімат Уанкайо | Клімат Уанкайо | Клімат Уанкайо | Клімат Уанкайо | Клімат Уанкайо | Клімат Уанкайо | Клімат Уанкайо |
| Показник                | Січ.           | Лют.           | Бер.           | Квіт.          | Трав.          | Черв.          | Лип.           | Серп.          | Вер.           | Жовт.          | Лист.          | Груд.          | Рік            |
| Середня температура, °C | 10,4           | 10,5           | 10,3           | 10,1           | 9,6            | 8,8            | 8,6            | 9,4            | 10,3           | 10,9           | 11,1           | 10,6           | 10,1           |
| Норма опадів, мм        | 120.7          | 125.3          | 120.1          | 52.8           | 22.1           | 6.1            | 9.2            | 18.5           | 41.5           | 66.9           | 70.5           | 101.6          | 755.3          |
| Днів з опадами          | 20,3           | 21,5           | 18,7           | 12,7           | 7,5            | 1,8            | 1,5            | 3,1            | 9,8            | 12             | 12,3           | 17,9           | 139,1          |
| Вологість повітря, %    | 73             | 73.3           | 75.5           | 68.8           | 63             | 57.4           | 55.8           | 59.1           | 62.2           | 65             | 63.7           | 68             | 65.4           |
| ----------------------- | -------------- | -------------- | -------------- | -------------- | -------------- | -------------- | -------------- | -------------- | -------------- | -------------- | -------------- | -------------- | -------------- |
| Джерело: Weatherbase    |                |                |                |                |                |                |                |                |                |                |                |                |                |

## Історія
Найдівнішими відомими поселенцями його району були уанка. Близько 500 року н. е. територія увійшла до складу імрерії Уарі. Незважаючи на спроби супротиву напору інків, уанка були розбиті військами імператора Пачакутека в 1460 році, в результаті чого регіон увійщов до складу Тіуантісуюу (Імперії Інків). Скоро район міста став важливою зупинкою на «царській дорозі» інків.
Після іспанської колонізації в 1534 році, Уанкайо зайняв другорядну роль після міста Хауха, за 18 км на північ, заснованого конкістадором Франсиско Пісарро як тимчасова столиця Перу, поки столиця не була перенесена до Ліми.
В 1570 році віце-король Франсиско ле Толедо призначив ділянку адміністративним центром району Ґуанкайо, 1 червня 1572 року на місці індіанського поселення було засноване іспанське місто під назвою Найсвятіша Трійця Уанкайо. Протягом війни за незалежність Уанкайо увійшов до складу республіки 20 листопада 1820 року. У 1831 році був збудований собор, а місто стало центром архієпископства.
Зараз місто є важливим діловим центром та також відоме своїми виробами народного мистецтва і святами, як у самому місті, так і у містечах навколо. Незважаючи на бурхливий ріст, місто зберігає багато зразків колоніальної архітектури, хоча сучасні будівлі й домінують у ньому. Поруч, у місті Хуаха, знаходиться аеропорт, хоча більшість відвідувачів приїжджають з Ліми по землі.